# Maldita timidez
«Maldita timidez» es una canción interpretada por la cantante y compositora mexicana Lynda, que forma parte de su tercer álbum de estudio titulado Mi Día de la Independencia (1999). Este fue lanzado por la discografíca EMI Music como segundo sencillo oficial de dicho material discográfico para septiembre del año 1999

## Promoción
La canción también formó parte de los 90's Pop Tour junto con otros éxitos más de la cantante y de otros artistas y grupos musicales que marcaron esta década.

## Vídeo musical
Se muestra a la cantante cantando en un escenario de concierto y en su habitación con muchos de sus amigos. Fue lanzado a la plataforma de videos de YouTube en 2009 como la mayoría de todos sus vídeos musicales.

## Posicionamiento en listas
| Lista (1999)   | Posición |
| -------------- | -------- |
| México Top 100 | 17       |